# I Love You (együttes)
Az I Love You 1990-ben alakult magyar alternatív együttes. Dalaik a szerelemről szólnak, több stílust elegyítve a rockos hangzásba jazzes és reggies elemeket keverve.

## Történet
Baráti társaságként, akusztikus házibuli-zenekarként jött össze 1990 szilveszterén Déri Miklós (gitár, a Kézi-Chopin-es Legát Tibor egykori társa a Szarvasdropsz együttesben, fotóriporter), Kepes Juli (ének, akkor épp érettségi előtti gimnazista), Unoka Zsolt (gitár, basszus, ének, rövid ideig Kampec Dolores-tag), Konrád Miklós (dob, párizsi egyetemista) és Reich Péter (basszus, gitár, ének, New Yorkból hazatért filmes – ő és Konrád a Pepsi Érzésben is játszottak). Az elnevezés Déritől ered, aki a Je t'aime... című Serge Gainsbourg-szerzemény rajongója. 1991 nyarán, a NapNap Fesztiválon játszottak először elektromos hangszereken, nagy közönség előtt. Kelényi Krisztián Tódor, aki oda meghívta őket, még abban az évben kiadta első kazettájukat: 14 dal (pontosabban 13, egyik két változatban), egyik sincs öt perc, továbbá Szőke heroin című számuk felkerült a fesztivál zenéit tartalmazó hordozóra, amely a fesztivál nevét kapta címként. Egy olyan korban, amikor már nem volt sem Velvet Underground, de főleg nem volt Trabant, az I Love You megélt érzéseket, kábító szere(lme)ket, tisztán pengetett gitárokat, énekhangokat, magyar, angol, francia, portugál, orosz szövegeket adott, s mindezt olyan magától értetődő, olyan természetes, intim módon, ahogy csak lehet.
Dr. Szkleró a VOLT Magazinban eképpen fogalmazott: „Finom zene, itt-ott egy kis reggae van benne, néha meg bevadul. Szeretem, mert szentimentális, mint én vagyok, aztán egyszercsak ironikus lesz; egyik dal szenvedélyes, a másik okos, a harmadik idétlen, és így tovább. Nem nagyon eredeti, de vannak kötődései; nem profi, éppen ezért vonzó. Nevükhöz fűződik a leghelyénvalóbb mondat, ami a 90-es évek magyar popzenéjében elhangzott: >Szerinted a gitár az magyar?<”.
Az együttes játszik a Reich Péter által rendezett Rám csaj még nem volt ilyen hatással című, 1994-ben bemutatott filmben.

## Diszkográfia
I Love You
- Tódor produkció (1991)[1]

1. Atomtámadás
2. Kísértetnő
3. I Wanna Feel Something
4. L'eau A La Bouche
5. Best Thing
6. Tiahuanaco
7. Rigai lány
8. Rómeó Nagy
9. Atomtámadás II
10. Visz az idő
11. Elég
12. Végelgyengülés

Ma te vagy a karma
- Bahia (1993)

1. Igazi nő
2. Barna malac
3. Make Yourself Known
4. C'est Si Bon
5. Tessék
6. Szexuális öngyilkosság
7. Stand in For Love
8. Ona
9. Szőke heroin
10. Suicido sexual
11. Ma te vagy a karma
12. Szomorú nő
13. Kedves, ha nedves
14. Love Thing

III.
- Bahia (1996)

1. Ne nézzen úgy rám
2. Kész vagyok
3. Boldogan eszik
4. Maradj velem...Nem szabad
5. Dobd el a cigit
6. Végelgyengülés
7. A testem kötelező
8. Egyedül vagyunk
9. Szexkrém
10. Vedd már észre magad
11. Neonfényben
12. This is Goodbye
13. Akartuk is meg nem is

Közreműködnek: Kenderesi Gabriella (ének), Lőrincz György (szaxofon), Géresi László (basszusgitár)